# Veit Rosenberger
Veit Rosenberger (* 7. April 1963 in Meckesheim; † 1. September 2016 ebenda) war ein deutscher Althistoriker.
Veit Rosenberger besuchte bis 1982 die Grundschule in Meckesheim und das Wilhelmi-Gymnasium Sinsheim. Seit 1982 studierte er an der Universität Heidelberg Alte Geschichte, Latein und Klassische Archäologie. Unterbrochen durch den Zivildienst 1983 und 1984 beendete er den Magisterstudiengang 1988. Danach setzte er sein Studium an der Universität Augsburg, in Heidelberg, an der Universität zu Köln und am St John’s College in Oxford fort. Er wurde 1992 bei Géza Alföldy in Heidelberg mit der Arbeit Bella et expeditiones. Die antike Terminologie der Kriege Roms promoviert.
Nach der Promotion wurde Rosenberger zunächst Assistent, später Oberassistent am Lehrstuhl für Alte Geschichte der Universität Augsburg. Dort habilitierte er sich 1997 mit der Arbeit Gezähmte Götter. Das Prodigienwesen der römischen Republik und lehrte als Privatdozent Alte Geschichte in Augsburg. 2000/01 war Rosenberger als Austauschdozent an der Emory University in Atlanta. Ab 2003 nahm er einen Lehrauftrag und als Nachfolger von Gregor Weber eine Vertretungsprofessur an der Universität Erfurt wahr. 2006 wurde er dort zum Professor für Alte Geschichte ernannt. Rosenberger verstarb 2016 unerwartet. Am 7. April 2017 fand ein Gedenkcolloquium zu seinen Ehren an der Universität Erfurt statt.
Er war ein Fachmann für lateinische Epigraphik und antike Religionsgeschichte. In den letzten Lebensjahren arbeitete er an einer umfassenden Studie zur Askese in der Spätantike.
Rosenberger starb plötzlich am 1. September 2016.

## Schriften
- Bella et expeditiones. Die antike Terminologie der Kriege Roms. (= Heidelberger Althistorische Beiträge und Epigraphische Studien. Band 12). Steiner, Stuttgart 1992, ISBN 3-515-06184-3 (Dissertation Universität Heidelberg 1991/1992)
- Gezähmte Götter. Das Prodigienwesen der römischen Republik. (= Heidelberger Althistorische Beiträge und Epigraphische Studien. Band 27). Steiner, Stuttgart 1998, ISBN 3-515-07199-7 (Habilitationsschrift Universität Augsburg 1997).
- Griechische Orakel. Eine Kulturgeschichte. Theiss, Stuttgart 2001, ISBN 3-8062-1562-6.
- mit Gunther Gottlieb: Christentum und Kirche im 4. und 5. Jahrhundert (= Heidelberger Studienhefte zur Altertumswissenschaft.). Winter, Heidelberg 2003, ISBN 3-8253-1523-1.
- Religion in der Antike. Wissenschaftliche Buchgesellschaft, Darmstadt 2012, ISBN 978-3-534-23826-2.